# Palazzo De Sangro di Vietri
El Palazzo De Sangro di Vietri es un palacio monumental situado en Piazzetta Nilo, en pleno centro histórico de Nápoles, Italia.

## Historia
Fu edificado entre los años 1506 y 1526, por voluntad de Giovanni de Sangro duque de Vietri y su esposa Andreanna Dentice. El edificio ocupaba toda la esquina entre el Palazzo di Sangro y la propiedad de la familia Pignatelli. En 1740 fue dividido, cuando el duque de Corigliano compró la parte que da a Piazza San Domenico Maggiore y los hermanos Nicola, Placido y Domenico di Sangro, señores de San Lucido y príncipes de Fondi, la parte que se asoma a Piazzetta Nilo. El palacio fue renovado en 1764 con proyecto del arquitecto napolitano Luca Vecchione.
El edificio presenta una fachada muy larga, con portada de roca piperno y almohadillado; las ventanas se caracterizan por tímpanos alternos. El vestíbulo alberga la pintura del blasón de los duques de Vietri, y en el patio se encuentran una fuente y una capilla.

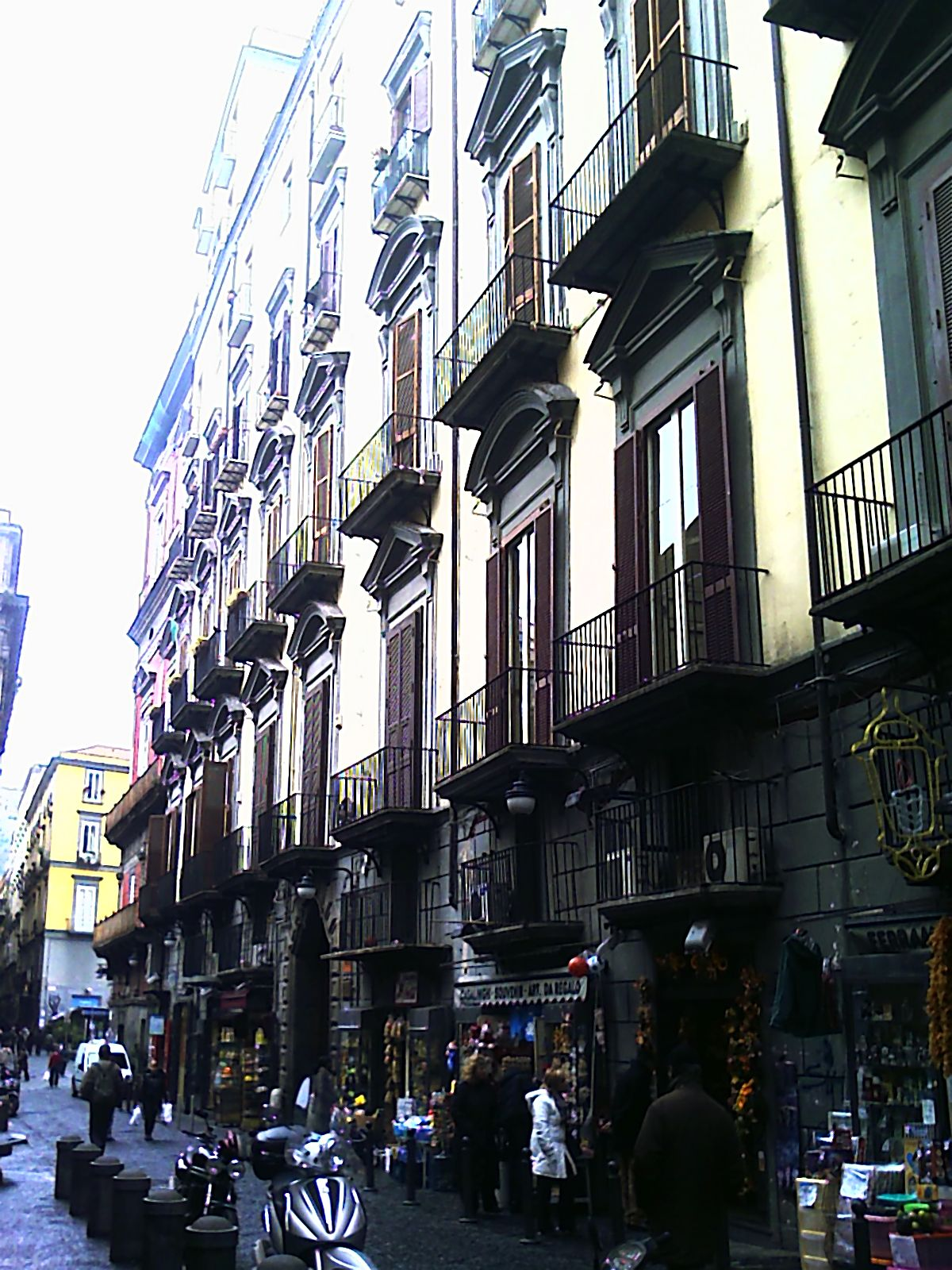
Fachada hacia Piazza San Domenico Maggiore.
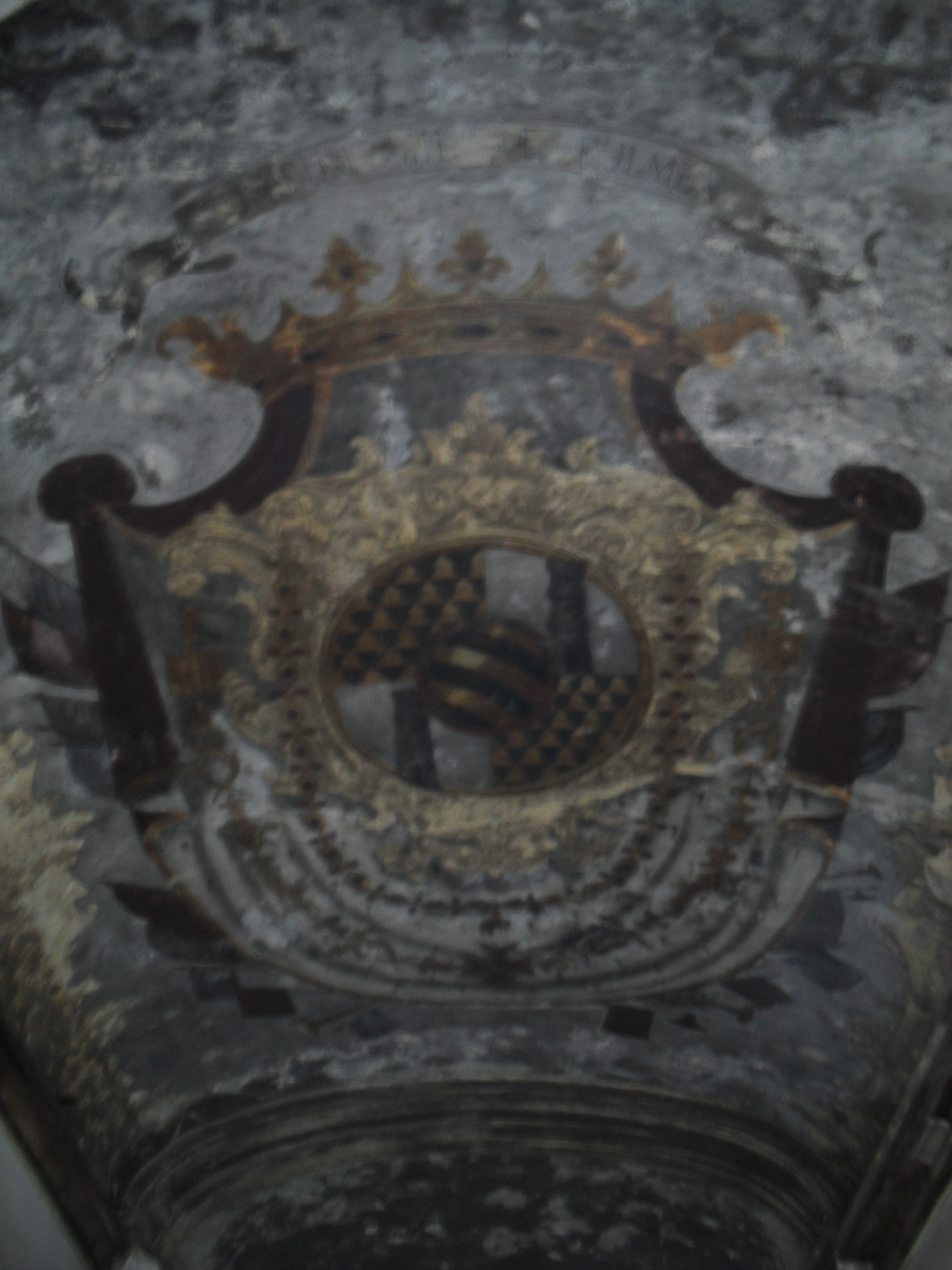
Escudo.
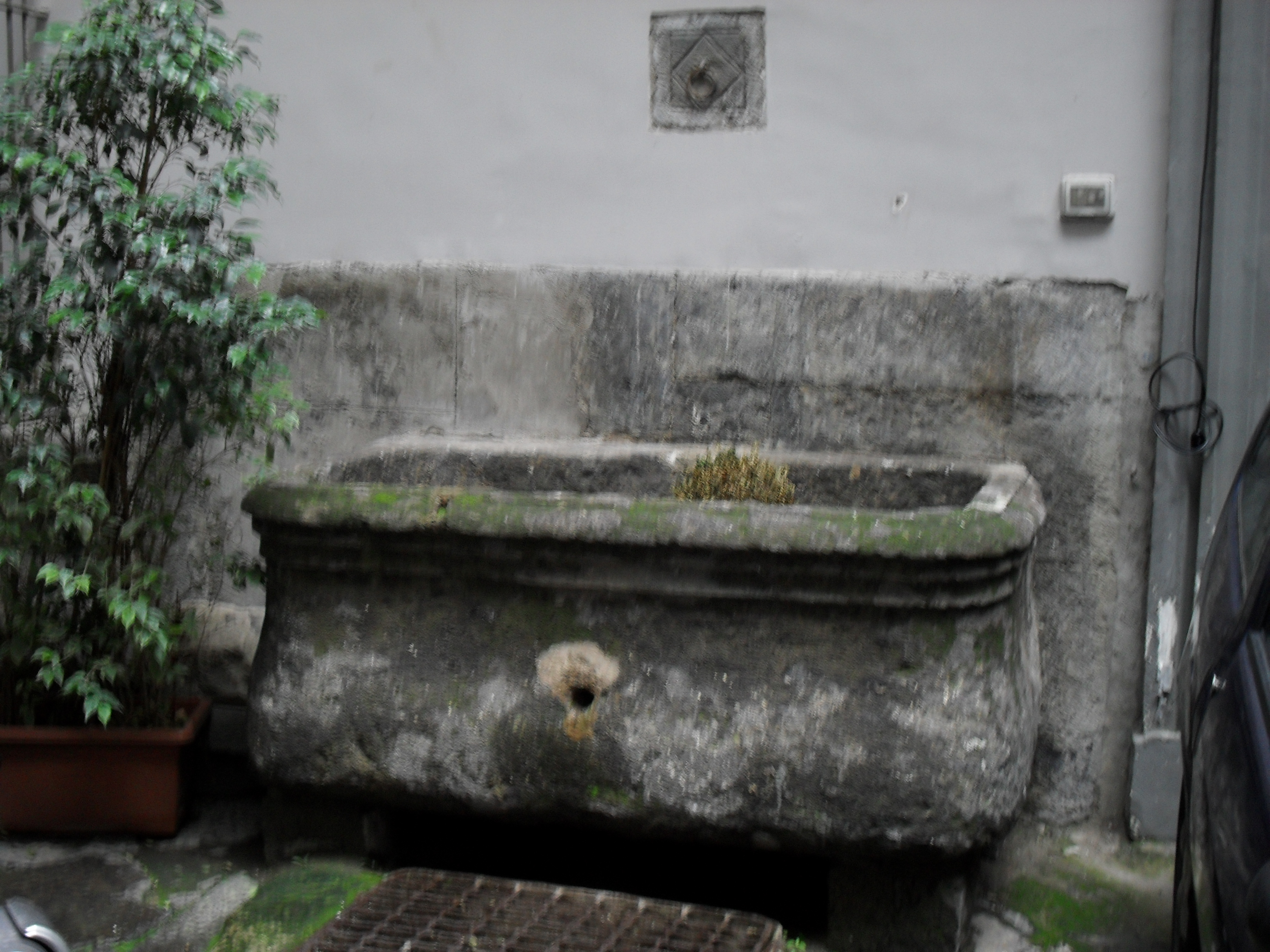
Abrevadero.